# 上集镇 (淅川县)
上集镇，是中华人民共和国河南省南阳市淅川县下辖的一个乡镇级行政单位。

## 行政区划
上集镇下辖以下地区：
丹阳社区、东方社区、谢岭社区、朝阳社区、罗池贯社区、商圣社区、钟观社区、刘营社区、程营社区、关帝村、草庙沟村、槐树洼村、老坟沟村、李家营村、铁庙村、洼鱼河村、石咀村、梁洼村、肖山村、下集村、张营村、周岭村、蛮子营村、简营村、李山村、新李营村、贾沟村、竹园村、韦岭村、魏营村、白石崖村、刘庄村、下张沟村、杨营村、青龙村、北岗村、缸窑村、三关岈村、山根村、水田村、大坪村、塘坊村、东川村、陈家庄村、东沟村、大龙庙村和石板河村。